# Arthur Max
Arthur Max (* 1. Mai 1946 in New York City, NY) ist ein US-amerikanischer Szenenbildner.

## Leben
Nach dem Besuch der Schule absolvierte Max die New York University, an der er 1969 einen Bachelor in Wirtschaftswissenschaften erlangte. Im August 1969 war er Teil der technischen Crew, die beim Woodstock-Festival für den Aufbau der Lichtanlage tätig war. Max begann im Herbst desselben Jahres als Beleuchter am Fillmore East Theater in New York zu arbeiten, an dem er zwei Jahre, bis 1971, tätig war. Auch war er für einige Musikvideos jener Zeit für das Licht maßgeblich verantwortlich.
Max wechselte jedoch die Materie und studierte unter anderem Architektur in England und Italien. Dieses Studium komplettierte er 1980 mit einem Bachelor in Architektur an einem Polytechnikum in London.
Seine Karriere beim Film begann Mitte der 1980er Jahre als Assistierender Art-Direktor, so etwa 1984 am Abenteuerfilm Greystoke – Die Legende von Tarzan, Herr der Affen, der auch gleichzeitig sein Debütfilm war. 1995 wurde Max von David Fincher entdeckt, der ihn als Szenenbildner für seinen Thriller Sieben verpflichtete.
Seit diesem Zeitpunkt hat Max ausnahmslos Filme von Fincher oder Ridley Scott betreut, darunter Scotts wohl beiden bekanntesten Filme, Gladiator (2000) und Königreich der Himmel (2005). Dabei wurde Max bislang viermal für den Oscar in der Kategorie Bestes Szenenbild nominiert, ging jedoch bislang leer aus.

## Filmografie
- 1995: Sieben (Se7en)
- 1997: Die Akte Jane (GI Jane)
- 2000: Gladiator (Gladiator)
- 2001: Black Hawk Down (Black Hawk Down)
- 2002: Panic Room (Panic Room)
- 2005: Königreich der Himmel (Kingdom of Heaven)
- 2007: American Gangster (American Gangster)
- 2008: Der Mann, der niemals lebte (Body of Lies)
- 2010: Robin Hood
- 2012: Prometheus – Dunkle Zeichen (Prometheus)
- 2013: The Counselor
- 2014: Exodus: Götter und Könige (Exodus: Gods and Kings)
- 2015: Der Marsianer – Rettet Mark Watney (The Martian)
- 2017: Alles Geld der Welt (All the Money in the World)
- 2019: The Last Vermeer
- 2021: The Last Duel
- 2021: House of Gucci
- 2023: Napoleon

## Auszeichnungen (Auswahl)
- 2000: National Board of Review Award für das beste Szenenbild
- 2001: British Academy Film Awards, Bestes Szenenbild, für: Gladiator
- 2001: Oscar-Nominierung, Bestes Szenenbild, für: Gladiator
- 2008: Oscar-Nominierung, Bestes Szenenbild, für: American Gangster
- 2001: Nominierung British Academy Film Awards, Bestes Szenenbild, für: Der Marsianer – Rettet Mark Watney (The Martian)
- 2016: Oscar-Nominierung, Bestes Szenenbild, für: Der Marsianer – Rettet Mark Watney (The Martian)
- 2024: Oscar-Nominierung, Bestes Szenenbild, für: Napoleon